# Algorithme CART
Pour les articles homonymes, voir Cart (homonymie).
L’algorithme CART dont l’acronyme signifie « Classification And Regression Trees », s’attelle à construire un arbre de décision en classifiant un ensemble d’enregistrements. Cet arbre fournit un modèle pour classer de nouveaux échantillons. Il a été publié par Leo Breiman en 1984.

## Présentation générale
L'algorithme construit un arbre de décision d'une manière analogue à l'algorithme ID3. Contrairement à ce dernier, l'arbre de décision généré par CART est binaire (un nœud ne peut avoir que deux fils) et le critère de segmentation est l'indice de diversité de Gini.